# Чудеса (фильм, 1989)
«Чудеса» (кит. 奇蹟, пиньинь Qí Jī, англ. Miracles) — гонконгский художественный фильм 1989 года режиссёра Джеки Чана. В других источниках фильм встречается под такими названиями как Крёстный отец из Гонконга, Большой брат и другие. Фильм является ремейком ленты Акиры Куросавы «Плохие спят спокойно».

## Сюжет
В поисках лучшей жизни Чарли (Джеки Чан) приезжает в Гонконг, где его тут же обманывает местный аферист, в результате чего Чарли теряет последние гроши. Свои последние центы он отдаёт бедной торговке за цветок розы, который должен принести ему удачу. И «счастливый» случай не заставил себя ждать. Чарли становится невольным участником перестрелки двух мафиозных кланов и выносит из-под огня главного босса одной из гангстерских группировок. Умирая, главарь мафии назначает Чарли своим наследником и Большим Братом своего клана. В роли «крестного отца» доброй половины криминального Гонконга Чарли приходится проявлять чудеса ловкости и изобретательности…

## В ролях
| Актёр      | Роль                                       |
| ---------- | ------------------------------------------ |
| Джеки Чан  | Чарли (Ко Чэньва)                          |
| Анита Муи  | Ян Лумин                                   |
| Гуй Ялэй   | мисс Као                                   |
| Ко Чуньсюн | Тигр Ло                                    |
| У Ма       | дядюшка Хой                                |
| Билл Тунг  | аферист Танг                               |
| Ричард Нг  | начальник гонконгской полиции инспектор Хо |
| Ын Мантат  | человек Чон Ва                             |
| Джеки Чун  | клерк в очках                              |
| Кенни Би   | репортёр №1                                |
| Рики Хёй   | друг мисс Као                              |
| Джон Шам   | репортёр                                   |

## Номинации и награды
Hong Kong Film Awards (1990)
- Номинация в категории «Лучшая мужская роль» — Джеки Чан
- Номинация в категории «Лучшая работа художника-постановщика» — Эдди Ма
- Номинация в категории «Лучший монтаж» — Питер Чун
- Приз в категории «Лучшая хореография боя» — Ассоциация каскадёров Джеки Чана